# Tando Jam
Tando Jam (Sindhi ٽنڊوڄام, Urdu ٹنڈو جام) ist der Verwaltungssitz des Tehsil Tando Jam in dem Distrikt Hyderabad in der Provinz Sindh in Pakistan.

## Bevölkerungsentwicklung
| Zensusjahr | Einwohnerzahl |
| ---------- | ------------- |
| 1972       | 11.702        |
| 1981       | 17.301        |
| 1998       | 26.446        |
| 2017       | 78.989        |

## Bildung
Die Sindh Agriculture University, einschließlich Forschungszentrum befindet sich in der Stadt.